# Kreis Malësia e Madhe
Der Kreis Malësia e Madhe (albanisch: Rrethi i Malësisë së Madhe) war einer der 36 Verwaltungskreise Albaniens, die im Sommer 2015 nach einer Verwaltungsreform aufgehoben worden sind. Das Gebiet des Kreises mit einer Fläche von 897 Quadratkilometern im Qark Shkodra bildet heute die Gemeinde Malësia e Madhe. Der Kreis umfasste zentrale Gebiete der Malësia e Madhe in der Ebene östlich des Shkodrasees und in den Albanischen Alpen. Hauptort war die Kleinstadt Koplik. Als nördlichster Kreis Albaniens grenzte er im Norden an Montenegro.

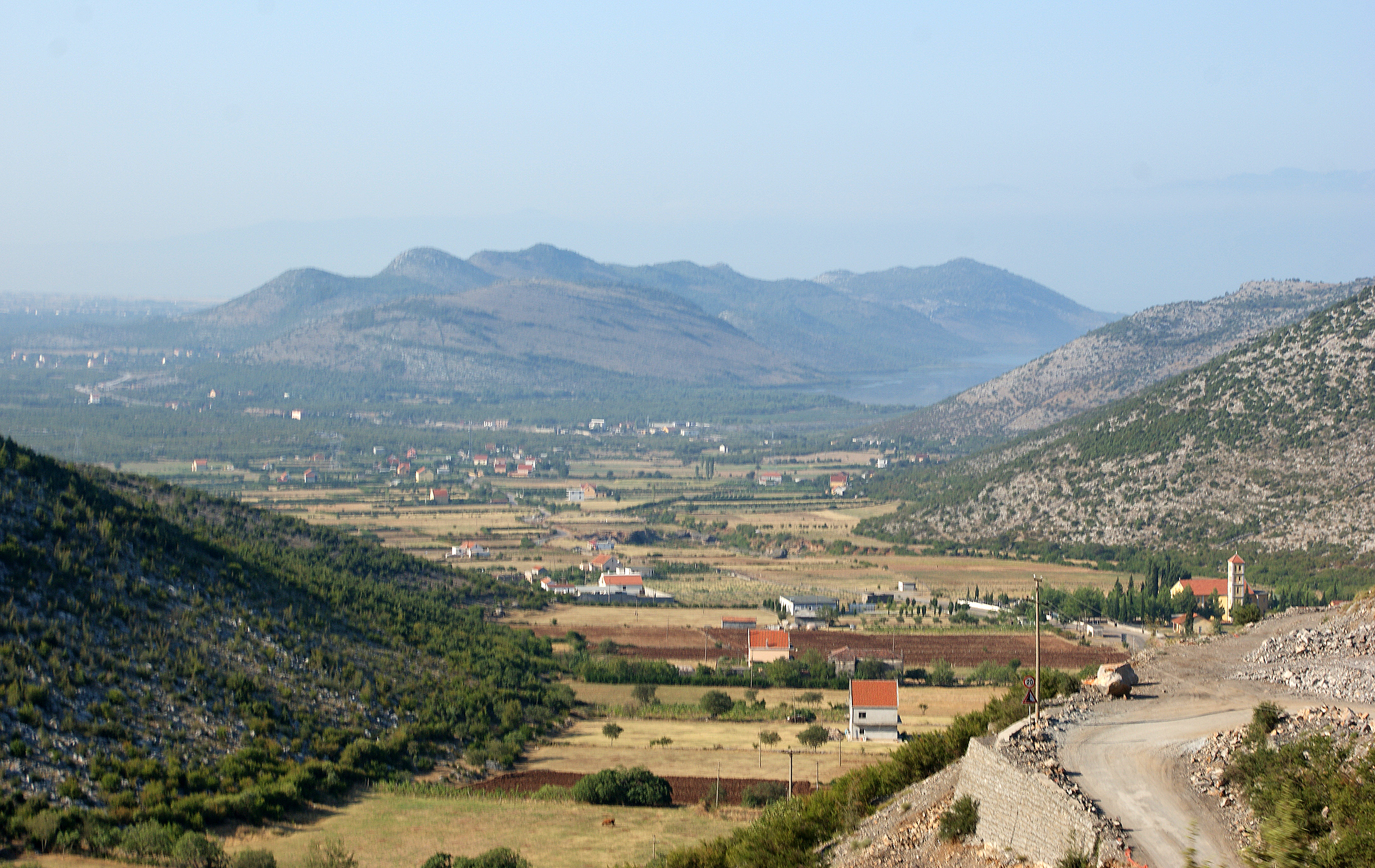
Han i Hotit und Shkodrasee

Der Kreis hatte im Jahr 2011 30.823 Einwohner (Volkszählung 2011). Die Lokalbehörden gaben hingegen eine Zahl von 54.522 Einwohnern an.
| Name          | Einwohner | Gemeindeart |
| ------------- | --------- | ----------- |
| Koplik        | 3.734     | Bashkia     |
| Gruemira      | 8.890     | Komuna      |
| Kastrat       | 6.883     | Komuna      |
| Kelmend       | 3.056     | Komuna      |
| Qendër Koplik | 4.740     | Komuna      |
| Shkrel        | 3.520     | Komuna      |